# پشه‌ران تگزاسی
پشه‌ران تگزاسی (نام علمی: Agastache cana) نام یک گونه از خانواده نعنائیان است.